# Farfalle (film 1997)
Farfalle è un film del 1997 diretto da Roberto Palmerini.

## Trama
Sandra è un'adolescente che ha una grande passione per la pallavolo e un forte sentimento per Dario, il suo ragazzo, anche lui giocatore di pallavolo. Il suo allenatore di pallavolo, è anche il papà di Doriana, la prima giocatrice della sua squadra, una ragazza perfida e invidiosa che non fa altro che bullizzarla,approfittando anche del potere che ha nelle scelte del padre che, nonostante riconosca il talento di Sandra, la sacrifica sempre, lasciandola in panchina per accontentare la figlia.
I cattivi risultati scolastici vedono, per decisione del padre, finire Sandra in una rigorosa scuola femminile a tempo pieno, gestita dalle suore, dove, lontano da qualsiasi distrazione, vige obbedienza, ordine e studio.
In questo istituto viene bene accolta dalle compagne di classe, in particolare da Romina, l’allieva più brava dell’istituto che diventerà la sua complice e amica speciale. Le due ragazze si aiutano reciprocamente, Romina le insegna latino e greco e lei, di nascosto, l’allena a pallavolo.
In questo istituto lavora come factotum:  Marco, un ex giocatore professionista di pallavolo, finito, in seguito a un incidente, sulla sedia a rotelle.
Sandra,che non riesce a rinunciare allo sport avrà un’idea geniale: " formare una squadra di pallavolo all'interno del collegio",allenata da Marco che, sulla base delle sue esperienze negative passate e l'amore viscerale per la pallavolo, troverà validi motivi per trasferire alle sue giovani atlete nuovi valori e preziosi insegnamenti tecnici e di vita. Così, con l’aiuto della professoressa di ed. Fisica riescono ad avere l’approvazione delle suore, inizialmente avverse alle attività " corporali" e, insieme, dopo aver rimesso a nuovo la palestra, cominciano un duro allenamento.
Nasce così la squadra "FARFALLE" che attraverso un assiduo impegno vedrà vincere il valore dell’unione e dell’amicizia, superando gelosie, incomprensioni e attacchi continui da parte di Doriana ( l'eterna avversaria di Sandra) che tenterà in tutti i modi di distruggere Sandra, la sua amicizia con Romina e l’equilibrio della squadra.
Questo film pur non essendo un film particolarmente impegnativo evidenzia dei valori molto importanti come la tenacia nel perseguire i propri sogni, l’impegno, la fiducia nelle proprie capacità, la perseveranza e lo spirito di squadra, ma soprattutto l’amicizia che, in questo caso è più forte e vince anche su un'“ apparente” grande amore rivelatosi poi superficiale.